# ستانلي روبنسون
ستانلي روبنسون (بالإنجليزية: Stanley Robinson)‏ مواليد 14 يوليو 1988 في برمنغهام، هو لاعب كرة سلة أمريكي. بدأ مسيرته الاحترافية في سنة 2010. تم اختياره من قبل فريق أورلاندو ماجيك خلال الدرافت. يحمل الرقم 24. يبلغ طوله 6 قدم 9 بوصة (2.1 م). لعب مع آيوا إنرجي ومونكتون ميراكلز.

## روابط خارجية
- ستانلي روبنسون على موقع الاتحاد الدولي لكرة السلة (الإنجليزية)
- ستانلي روبنسون على موقع سبورتس رفرنس (الإنجليزية)
- ستانلي روبنسون على موقع كرة السلة الأوروبية.كوم (الإنجليزية)
- ستانلي روبنسون على موقع كلية كرة السلة في سبورتس رفرنس.كوم (الإنجليزية)
- ستانلي روبنسون على موقع ريلجم (الإنجليزية)
- ستانلي روبنسون على موقع بروبوليرز (الإنجليزية)
- ستانلي روبنسون على موقع سبورتس رفرنس (الإنجليزية)